# Siegbert Schmeisser
Siegbert Schmeisser (nascido em 24 de março de 1957) é um ex-ciclista alemão que competiu no ciclismo nos Jogos Olímpicos de Verão de 1976.